# Pusti (Svetvinčenat)
Pour les articles homonymes, voir Pusti.
Pusti (en italien : Radigosa) est une localité de Croatie située en Istrie, dans la municipalité de Svetvinčenat, dans le comitat d'Istrie. En 2001, la localité comptait 42 habitants.

## Démographie
| 1948 | 1953 | 1961 | 1971 | 1981 | 1991 | 2001 |
| ---- | ---- | ---- | ---- | ---- | ---- | ---- |
| 75   | 66   | 65   | 46   | 42   | 47   | 42   |